# Грабув (Ленчицький повіт)
Грабув (пол. Grabów) — місто в Польщі, у гміні Грабув Ленчицького повіту Лодзинського воєводства.
Населення — 1164 особи (2011). З 1 січня 2024 року має статус міста.
У 1975-1998 роках село належало до Конінського воєводства.

## Демографія
Демографічна структура станом на 31 березня 2011 року:
|          | Загалом | Допрацездатний вік | Працездатний вік | Постпрацездатний вік |
| -------- | ------- | ------------------ | ---------------- | -------------------- |
| Чоловіки | 574     | 97                 | 410              | 67                   |
| Жінки    | 590     | 97                 | 326              | 167                  |
| Разом    | 1164    | 194                | 736              | 234                  |